# Иргаклинский сельсовет
Иргаклинский сельсовет — упразднённое сельское поселение в Степновском районе Ставропольского края Российской Федерации.
Административный центр — село Иргаклы.

## История
Статус и границы сельского поселения установлены Законом Ставропольского края от 4 октября 2004 год № 88-КЗ «О наделении муниципальных образований Ставропольского края статусом городского, сельского поселения, городского округа, муниципального района».
С 16 марта 2020 года, в соответствии с Законом Ставропольского края от 31 января 2020 г. № 13-кз, все муниципальные образования Степновского муниципального района были преобразованы путём их объединения в единое муниципальное образование Степновский муниципальный округ.

## Население
| 1989  | 2002  | 2010  | 2011  | 2012  | 2013  | 2014  |
| ----- | ----- | ----- | ----- | ----- | ----- | ----- |
| 3499  | ↗4237 | ↗4304 | ↘4295 | ↗4299 | ↘4294 | ↘4272 |
| 2015  | 2016  | 2017  | 2018  | 2019  | 2020  |       |
| ↘4227 | ↗4229 | ↘4223 | ↗4233 | ↗4282 | ↗4298 |       |

### Национальный состав
По итогам переписи населения 2010 года проживали следующие национальности (национальности менее 1 %, см. в сноске к строке "Другие"):
| Национальность | Численность | Процент |
| -------------- | ----------- | ------- |
| Ногайцы        | 1516        | 35,22   |
| Русские        | 1506        | 34,99   |
| Даргинцы       | 938         | 21,79   |
| Татары         | 79          | 1,84    |
| Армяне         | 49          | 1,14    |
| Кумыки         | 45          | 1,05    |
| Другие         | 171         | 3,97    |
| Итого          | 4304        | 100,00  |

## Состав сельского поселения
| № | Населённый пункт | Тип населённого пункта       | Население |
| - | ---------------- | ---------------------------- | --------- |
| 1 | Иргаклы          | село, административный центр | ↘3876     |
| 2 | Новоиргаклинский | посёлок                      | ↘200      |
| 3 | Согулякин        | хутор                        | ↘50       |